# (33647) 1999 JE83
1999 JE83 (asteroide 33647) é um asteroide da cintura principal. Possui uma excentricidade de 0.11949030 e uma inclinação de 13.64988º.
Este asteroide foi descoberto no dia 12 de maio de 1999 por LINEAR em Socorro.